# San Diego International Airport
San Diego International Airport (IATA: SAN, ICAO: KSAN, FAA LID: SAN) är San Diegos största flygplats med cirka 17 miljoner passagerare varje år. Den ligger cirka fem km söder om Downtown San Diego. 
Flygplatsen öppnade 1928 under namnet Lindbergh Field, efter Charles Lindbergh, men fick sitt nuvarande namn 2003. San Diego International Airport har en landningsbana.